# Nowe Hołowczyce
Nowe Hołowczyce (prononciation : [ˈnɔvɛ xɔwɔfˈt͡ʂɨt͡sɛ]) est un village polonais de la gmina de Sarnaki dans le powiat de Łosice de la voïvodie de Mazovie dans le centre-est de la Pologne.
Il se situe à environ 6 kilomètres à l'est de Sarnaki (siège de la gmina), 30 kilomètres au nord-est de Łosice (siège du powiat) et à 135 kilomètres à l'est de Varsovie (capitale de la Pologne).
Le village possède une population de 493 habitants en 2010.

## Histoire
De 1975 à 1998, le village appartenait administrativement à la voïvodie de Biała Podlaska.